# Carmen Campos Costa
Carmen Campos Costa (geboren am 10. Juli 1995 in Madrid) ist eine ehemalige spanische Handballspielerin. Sie wurde auf den Positionen Rückraum und Linksaußen eingesetzt.

## Vereinskarriere
Die erste Profistation der 1,71 Meter großen Spielerin, die zunächst auf der Position Linksaußen, später im Rückraum eingesetzt wurde, war der Verein BM Villaverde. Im Jahr 2017 wechselte sie zum HC Puig d'en Valls. Von 2018 bis 2020 spielte sie bei BM Atlético Guardés. Zur Saison 2020/2021 ging sie nach Frankreich, wo sie bei Jeanne d'Arc Dijon Handball unter Vertrag stand. Im Sommer 2023 wechselte sie zum deutschen Bundesligisten Borussia Dortmund. Nach der Saison 2024/25 beendete sie ihre Karriere.
Sie spielte mit dem Team aus A Guarda auch in europäischen Vereinswettbewerben, so im EHF-Pokal, im EHF Challenge Cup.

## Auswahlmannschaften
Campos wurde in 23 Partien (dabei 15 Siege) der Nachwuchsauswahlen Spaniens eingesetzt. Für die Jugendauswahl trat sie im Jahr 2010 in sieben Spielen an und warf dabei 30 Tore. Mit der Juniorinnenauswahl bestritt sie im Jahr 2013 insgesamt 16 Spiele, in denen sie 62 Tore erzielte.
Für die spanische Nationalmannschaft lief sie erstmals am 23. Juni 2018 auf, sie gewann mit dem Team die Mittelmeerspiele 2018. Auch bei der Europameisterschaft 2020 und der Weltmeisterschaft 2021 stand sie mit im Aufgebot. Mit Spaniens Auswahl gewann sie am 6. Juli die Goldmedaille bei den Mittelmeerspielen 2022. Sie nahm mit dem Team auch an der Europameisterschaft 2022 und der Weltmeisterschaft 2023 teil. Sie stand für das olympische Handballturnier 2024 im spanischen Aufgebot und nahm an der Europameisterschaft 2024 teil.

## Erfolge
- Goldmedaille bei den Mittelmeerspielen 2018 und 2022 mit Spanien[8][9]